# Fulanikrigen
Fulanikrigen som var mellem 1804 og 1808, var også kendt som Fulani Jihad eller Usman dan Fodios Jihad, var en militær erobring af det som i dag er Nigeria og Cameroun. Den islamiske reformator Usman dan Fodio, som var blevet udvist fra den daværende bystat Gobir af sin tidligere elev Yunfa i 1802, samlede en fulanihær til jihad mod hausakongedømmer mod nord. Yunfa indså trusslen som Usmans styrker udgjorde og samlede de andre hausaherskere mod ham. 
Hausaherskerne tildelte til at begynde med jihadisterne flere tilbageslag, mest kendt i slaget ved Tsuntua (december 1804), hvor Usman mistede mere end 2.000 mand og hvoraf 200 af dem, efter sigende, kunne Koranen udenad. Men det følgende år tog Usmans styrker Kebbi og etablerede en permanent base i Gwandu. Med baggrund i den almene misfornøjelse til Hausa, til dels forårsaget af sult og pålagte skatter, fortsatte jihadisterne med at at rykke frem og indtog Gobirs hovedstad Alkalawa i 1808 og dræbte Yunfa.
Usman samlede de erobrede lande under sit fulanirige, kendt som Sokotokalifatet. Jihadens succes inspirerede senere mange Vestafrikanske jihadister, blandt andre Massinarigets grundlægger Seku Amadu, Toucouleurrigets grundlægger Umar Tall, Wassoulourigets grundlægger Samory Touré, og Adamawaemiratets grundlægger Modibo Adama.

## Eksterne kilder og henvisninger
- "Usman dan Fodio". Encyclopædia Britannica Online. Chicago: Encyclopædia Britannica,.{{cite encyclopedia}}:  CS1-vedligeholdelse: Ekstra tegnsætning (link)